# Duncan James
Duncan Matthew James Inglis (født 7. april 1978 i Salisbury, Wiltshire) er en engelsk sanger, skuespiller og tv-vært. Bedst kendt fra boybandet Blue.
I 2006 gik han solo med albummet Future Past.
i 2011 genopstod Blue